# Shen Xiaoming

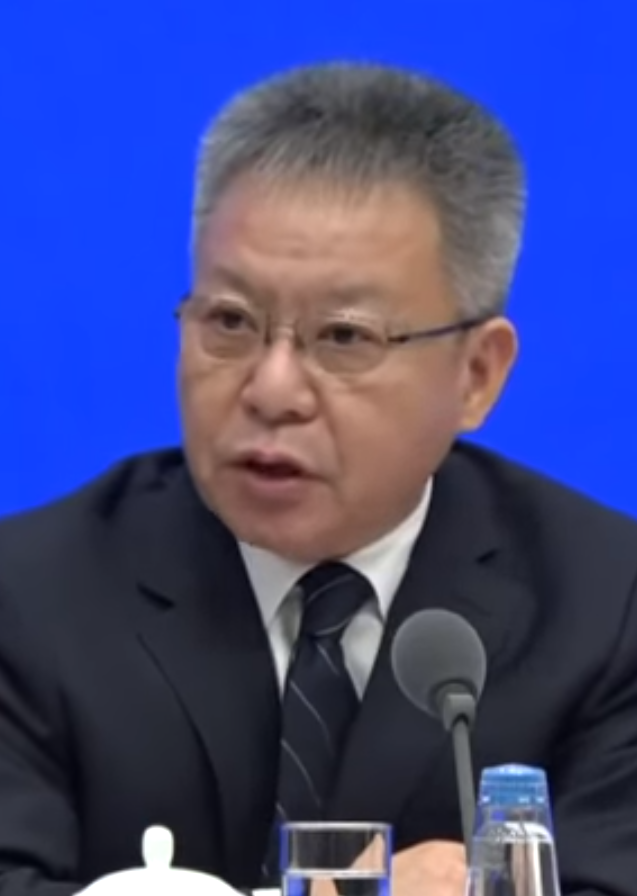
Shen Xiaoming (2019)

Shen Xiaoming (chinesisch: 沈 晓明; geboren im Mai 1963 in Shangyu, Provinz Zhejiang) ist ein chinesischer Politiker und ist seit 2017 der Gouverneur von Hainan. Als ausgebildeter Kinderarzt stieg Shen in den Reihen der Gesundheits- und Bildungsbürokratie in Shanghai auf. Er war dort u. a. Parteichef von Pudong und stellvertretender Bildungsminister.

## Leben
Shen wurde im Bezirk Shangyu, Provinz Zhejiang, geboren. Er besuchte das Wenzhou Medical College und absolvierte ein Studium der Pädiatrie. Anschließend besuchte er die Jiaotong-Universität Shanghai und promovierte in Kinderheilkunde. Nach seinem Abschluss wurde er stellvertretender Leiter und dann Leiter des Xinhua-Krankenhauses, danach Präsident der Zweiten Medizinischen Universität von Shanghai und später Vizepräsident der Jiaotong-Universität Shanghai. Darauf trat er in die Kommission für Bildung und Gesundheit von Shanghai ein.
Im Januar 2008 wurde er zum Vizebürgermeister von Shanghai ernannt. Im Mai 2013 wurde er zum Parteichef von Pudong ernannt und trat zwei Monate später dem ständigen städtischen Ausschuss bei. Am 8. April 2015 löste er Ai Baojun als Chefadministrator der Shanghai-Freihandelszone ab. Im Oktober 2016 wurde Shen zum stellvertretenden Bildungsminister von Shanghai ernannt.
Shen wurde im April 2017 zum Gouverneur von Hainan in Südchina ernannt. Am 25. Januar 2018 wurde er vom Volkskongress der Provinz Hainan wiedergewählt.